# Anastasija Wierbicka

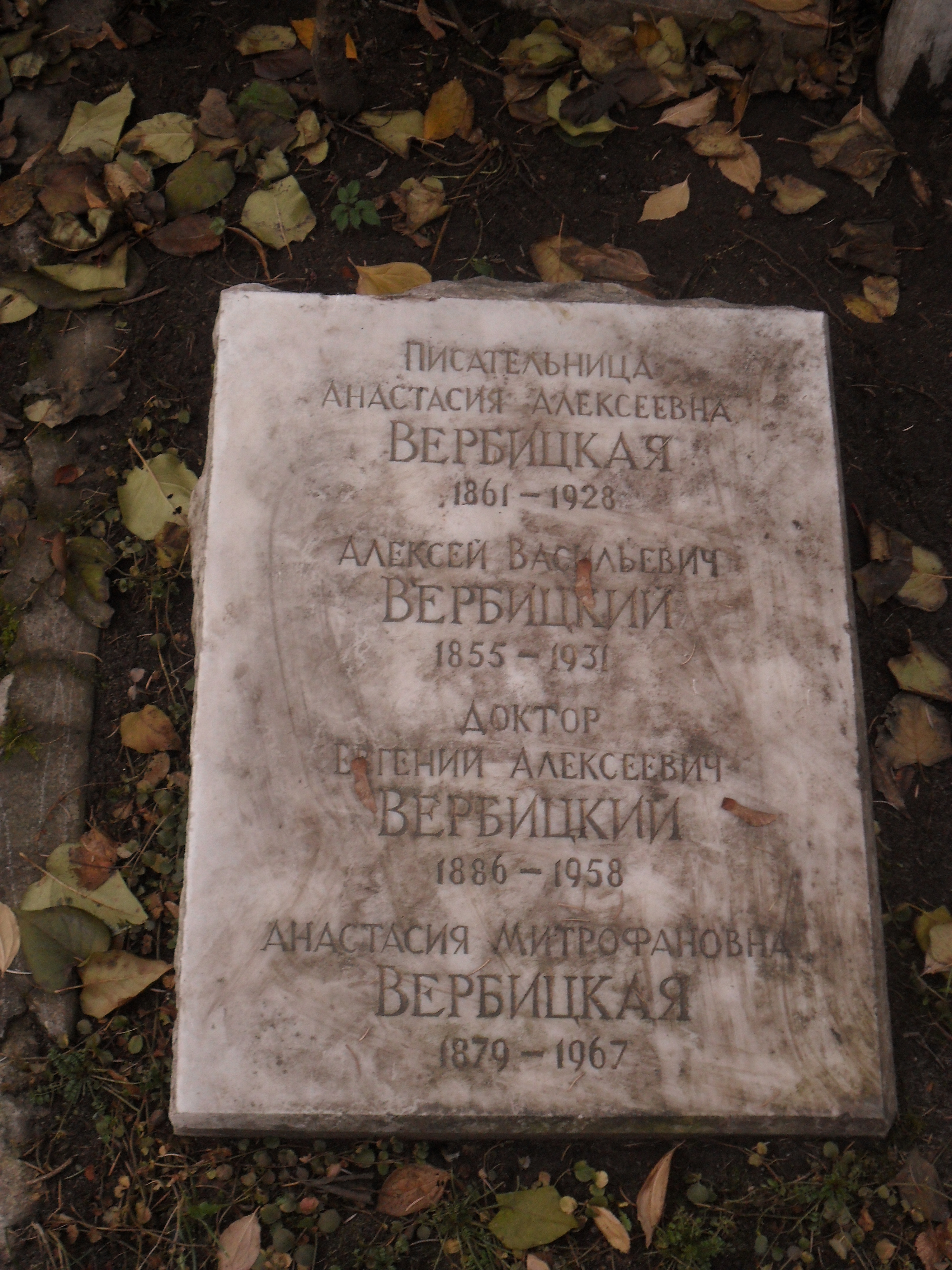
Grób Anastasji Wierbickiej na Cmentarzu Nowodziewiczym w Moskwie

Anastasija Aleksiejewna Wierbicka (ros. Анастасия Алексеевна Вербицкая, ur. 23 lutego 1861 w Woroneżu – zm. 16 stycznia 1928 w Moskwie) – rosyjska pisarka.

## Życiorys
Pochodziła z rodziny szlacheckiej, uprawiała dziennikarstwo, pisując do lokalnych woroneżskich gazet. Po 1894 poświęciła się wyłącznie działalności pisarskiej, była jedną z przedstawicielek rosyjskiej popularnej prozy kobiecej, m.in. Kluczi sczastija (1903), o problemie wolności seksualnej kobiet, powieści: Oswobodiłaś (1899), Istorija odnoj żyzni (1903).
Pochowana na Cmentarzu Nowodziewiczym w Moskwie. 